# Teleki József (politikus)
Gróf tetétleni, széki Teleki József (Gyömrő, 1859. szeptember 2. – Budapest, 1945. augusztus 27.) országgyűlési képviselő, főrendiházi tag.

## Családja és tanulmányai
Apja széki Teleki Sándor gróf (1829–1875), édesanyja: széki Teleki Jozefina grófnő (1838–1915) unokatestvérek voltak. Hat testvére Gyula (1858–1921), Margit (1860–1922), László (1864–1949), Anna (1866–1925), Katalin (1869–1948) és Tibor (1871–1942) volt.
Középiskolai tanulmányait magántanulóként a gyömrői szülői háznál és a budapesti református gimnáziumban folytatta, majd jogot Lipcsében, majd Berlinben tanult. Államtudományi doktorátusát a Budapesti Tudományegyetemen szerezte.

## Pályafutása
Előbb a pesti felső járás tiszteletbeli főszolgabírája volt, majd elfoglalta helyét a főrendiházban. Első beszédét annak reformtárgyalásakor mondta. Később a ház jegyzője lett, majd a főrendiház delegációjába is póttagul választották. Pest vármegye virilistája lévén, részt vett a vármegyei törvényhatósági bizottság munkájában, sokat tett a lótenyésztés fejlesztéséért. 1887-ben a Szabadelvű Párt programjával a fülöpszállási választókerületben képviselő lett. 1892-ben pedig a makói választókerületben az ellenzéki Justh Gyulával szemben ő lett a képviselő. 1896-ban azonban (ismét Justh Gyulával szemben) kisebbségben maradt, s újból elfoglalta helyét a főrendiházban. A Pest megyei Nemzeti Munkapárt megalakulásakor, 1910. március 19-én elnökévé választotta. Az 1910. évi választások alkalmával a dunavecsei kerületben jelölték, de kisebbségben maradt. Tagja volt a közjogi és törvénykezési bizottságnak és a véderő bizottságnak. Ugyancsak tagként vett részt a királyi és országos legfőbb fegyelmi bíróság, s a közigazgatási fegyelmi bíróság munkájában. A valóságos belső titkos tanácsosi cím birtokosa lett. A 7. huszárezred tartalékos honvéd huszárhadnagya volt. Tagja volt a hartai képviselőtestületnek, s részt vett az 1896-os millenniumi ünnepségek megrendezésében. Halálát szívizomelfajulás, hólyagdaganat okozta.
Felesége apaji Szászy Júlia (1863–1950) volt, aki a vármegye baromfitenyésztési szakosztályának elnökeként is tevékenykedett. Margit húga révén Khuen-Héderváry Károly gróf sógora volt.

## Tetétleni birtok
Dunatetétlen, pontosabban Nagymajor volt a székhelye a tetétleni grófi családnak. Ide építtetett Teleki József 1914-ben egy parkkal körbevett kastélyt. A két világháború közötti években a gróf unokaöccse, gróf Teleki Mihály vette át a dunatetétleni gazdaság irányítását az öreg gróftól, aki már nem bírta megfelelően ellátni a feladatot, de azért továbbra is ott élt.

## Társadalmi élete
A dunavecsei református polgári iskola alapulásának tízéves évfordulóján vette föl az akkor megválasztott, új református egyházkerületi főgondnok, tetétleni gróf Teleki József nevét, „az ő nagybecsű engedélyével”. Ekkor terveztették meg Török Ignác budapesti építésszel az iskola új épületét, melyet 1929 szeptemberében avattak fel. Kirándulásokon megfordultak a diákok a Dunakanyarban, Kecskeméten és Budapesten kívül az iskola névadójának tetétleni birtokán is. Az 1940-es években a Református Egyetemes Konvent világi alelnöke, továbbá a Gazdák Biztosító Szövetkezetének igazgatósági tagja volt. A Magyar Érdemrend nagykeresztjét is birtokolta. 1896-ban Makó díszpolgára lett.